# Anne Charlotte Sjöberg
Anne Charlotte Sjöberg, född 22 februari 1864 i Stockholm, död 13 maj 1947 i Stockholm, var en svensk akvarellist, tecknare och grafiker.
Hon var dotter till juveleraren Laurent Gustaf Sjöberg och Theresia Josefina Féron. Sjöberg studerade vid Tekniska skolan 1885–1887 och vid Konstakademien i Stockholm 1887–1892 samt i Paris. Hon deltog i Axel Tallbergs etsningskurs 1895–1896 där hon producerade att antal smärre etsningsplåtar som av Tallberg fick omdömet av varierande värde. Hon kopieringsmålade på beställning miniatyrporträtt, bland annat kopierade hon Vilhelm Le Moines porträtt av universitetsbibliotekarien Pehr Fabian Aurivillius för Uppsala universitetsbibliotek. Som illustratör utförde hon illustrationer till Anna Hellström Prinitz Mors lilla solstråle 1908. Hon medverkade i samlingsutställningar i Karlstad och Eskilstuna. Hennes konst består av porträtt, figurstudier och landskapsskildringar. Sjöberg är representerad vid Kungliga biblioteket i Stockholm.